# ICC U19-Cricket-Weltmeisterschaft 2018
Die ICC U19-Cricket-Weltmeisterschaft 2018 war die elfte Austragung der vom International Cricket Council organisierten Junioren Cricket-Weltmeisterschaft und wurde vom 13. Januar bis zum 3. Februar in Neuseeland ausgetragen. Die Weltmeisterschaft wurde im One-Day International-Format ausgetragen, bei dem jedes Team jeweils ein Innings über maximal 50 Over bestritt. Im Finale konnte sich Indien mit 8 Wickets gegen Australien durchsetzen.

## Teilnehmer
Neben den zehn Vollmitgliedern wurden weitere sechs Mannschaften durch ein Qualifikationsturnier festgelegt.
| - Afghanistan - Australien - Bangladesch - Kanada - England - Indien - Irland - Kenia | - Namibia - Neuseeland - Pakistan - Papua-Neuguinea - Simbabwe - Sri Lanka - Südafrika - West Indies |

## Format
In vier Vorrundengruppen spielte jeder gegen jeden, wobei ein Sieg zwei Punkte, ein Unentschieden oder ein No Result einen Punkt einbrachte. Die jeweils zwei besten Teams qualifizierten sich für die Hauptrunde, die im Playoff-Modus mit Viertel- und Halbfinale ausgetragen wurde. Die Verlierer des Viertelfinales spielten ebenfalls ein Halbfinale aus. Die jeweils beiden Gruppenletzten einer Gruppe der Vorrunde spielten in der Plate-Competition weiter. Auch diese wurde im Playoff-Modus ausgetragen, und im Plate-Finale ein Trostrundensieger bestimmt. 

## Vorrunde

### Gruppe A
Tabelle
| Gruppe A    | Sp. | S | N | NR | P | NRR    |
| ----------- | --- | - | - | -- | - | ------ |
| Neuseeland  | 3   | 3 | 0 | 0  | 6 | +2.576 |
| Südafrika   | 3   | 2 | 1 | 0  | 4 | +1.160 |
| West Indies | 3   | 1 | 2 | 0  | 2 | +0.660 |
| Kenia       | 3   | 0 | 3 | 0  | 0 | –4.227 |

### Gruppe B
Tabelle
| Gruppe B        | Sp. | S | N | NR | P | NRR    |
| --------------- | --- | - | - | -- | - | ------ |
| Indien          | 3   | 3 | 0 | 0  | 6 | +3.930 |
| Australien      | 3   | 2 | 1 | 0  | 4 | +2.721 |
| Simbabwe        | 3   | 1 | 2 | 0  | 2 | –3.031 |
| Papua-Neuguinea | 3   | 0 | 3 | 0  | 0 | –5.614 |

### Gruppe C
Tabelle
| Gruppe C    | Sp. | S | N | NR | P | NRR    |
| ----------- | --- | - | - | -- | - | ------ |
| England     | 3   | 3 | 0 | 0  | 6 | +4.165 |
| Bangladesch | 3   | 2 | 1 | 0  | 4 | +0.438 |
| Kanada      | 3   | 1 | 2 | 0  | 2 | –2.107 |
| Namibia     | 3   | 0 | 3 | 0  | 0 | –2.689 |

### Gruppe D
Tabelle
| Gruppe D    | Sp. | S | N | NR | P | NRR    |
| ----------- | --- | - | - | -- | - | ------ |
| Pakistan    | 3   | 2 | 1 | 0  | 4 | +1.404 |
| Afghanistan | 3   | 2 | 1 | 0  | 4 | +0.333 |
| Sri Lanka   | 3   | 1 | 2 | 0  | 2 | –0.108 |
| Irland      | 3   | 1 | 2 | 0  | 2 | –1.896 |

## Hauptrunde

### Viertelfinale
| 23. Januar Scorecard | Queenstown | Australien 127 (33.3)          | – | England 96 (23.4) |
|                      |            | Australien gewinnt mit 31 Runs |   |                   |

| 24. Januar Scorecard | Christchurch (HO) | Südafrika 189-9 (50)           | – | Pakistan 190-7 (47.5) |
|                      |                   | Pakistan gewinnt mit 3 Wickets |   |                       |

| 25. Januar Scorecard | Christchurch (HO) | Afghanistan 309-6 (50)           | – | Neuseeland 107 (28.1) |
|                      |                   | Afghanistan gewinnt mit 202 Runs |   |                       |

| 26. Januar Scorecard | Queenstown | Indien 265 (49.2)           | – | Bangladesch 134 (42.1) |
|                      |            | Indien gewinnt mit 131 Runs |   |                        |

### Halbfinale (5. – 8. Platz)
| 27. Januar Scorecard | Christchurch (HO) | Südafrika 284-6 (50)          | – | Neuseeland 211 (43.5) |
|                      |                   | Südafrika gewinnt mit 73 Runs |   |                       |

| 28. Januar Scorecard | Queenstown | England 216 (47.2)                | – | Bangladesch 220-5 (47.3) |
|                      |            | Bangladesch gewinnt mit 5 Wickets |   |                          |

### Halbfinale (1. – 4. Platz)
| 29. Januar Scorecard | Christchurch (HO) | Afghanistan 181 (48)             | – | Australien 182-4 (37.3) |
|                      |                   | Australien gewinnt mit 6 Wickets |   |                         |

| 30. Januar Scorecard | Christchurch (HO) | Indien 272-9 (50)           | – | Pakistan 69 (29.3) |
|                      |                   | Indien gewinnt mit 203 Runs |   |                    |

### Spiel um den 7. Platz
| 30. Januar Scorecard | Queenstown | England 261-7 (50)          | – | Neuseeland 229 (47.1) |
|                      |            | England gewinnt mit 32 Runs |   |                       |

England gewann den Münzwurf und entschied sich als Schlagmannschaft zu beginnen. Als Spieler des Spiels wurde Tom Banton ausgezeichnet.

### Spiel um den 5. Platz
| 31. Januar Scorecard | Queenstown | Bangladesch 178 (41.4)          | – | Südafrika 180-2 (38.3) |
|                      |            | Südafrika gewinnt mit 8 Wickets |   |                        |

Bangladesch gewann den Münzwurf und entschied sich als Schlagmannschaft zu beginnen. Als Spieler des Spiels wurde Fraser Jones ausgezeichnet.

### Spiel um den 3. Platz
| 1. Februar Scorecard | Queenstown | Afghanistan | – | Pakistan |
|                      |            | Abgesagt    |   |          |

Spiel auf Grund eines nassen Außenfeldes abgesagt. Pakistan erhielt auf Grund einer besseren Vorrundenleistung den dritten Platz zugeteilt.

### Finale
| 3. Februar Scorecard | Mount Maunganui | Australien 216 (47.2)        | – | Indien 220-2 (38.5) |
|                      |                 | Indien gewinnt mit 8 Wickets |   |                     |

Australien gewann den Münzwurf und entschied sich als Schlagmannschaft zu beginnen. Als Spieler des Spiels wurde Manjot Kalra ausgezeichnet.

## Trostrunde

### Trostrunden-Viertelfinale
| 22. Januar Scorecard | Lincoln (LG) | Kanada 265-8 (50)          | – | Papua-Neuguinea 185 (44.3) |
|                      |              | Kanada gewinnt mit 70 Runs |   |                            |

| 22. Januar Scorecard | Lincoln (BSO) | Namibia 113 (40.1)             | – | Simbabwe 114-3 (19.3) |
|                      |               | Simbabwe gewinnt mit 7 Wickets |   |                       |

| 23. Januar Scorecard | Lincoln (LG) | Sri Lanka 419-4 (50)           | – | Kenia 108 (35.5) |
|                      |              | Sri Lanka gewinnt mit 311 Runs |   |                  |

| 23. Januar Scorecard | Lincoln (BSO) | Irland 278-8 (50)                 | – | West Indies 281-6 (48.2) |
|                      |               | West Indies gewinnt mit 4 Wickets |   |                          |

### Trostrunden-Halbfinale (13. – 16. Platz)
| 25. Januar Scorecard | Rangiora | Papua-Neuguinea 121 (37.1)   | – | Irland 122-7 (41.5) |
|                      |          | Irland gewinnt mit 3 Wickets |   |                     |

| 25. Januar Scorecard | Lincoln (LG) | Kenia 176 (46.5)              | – | Namibia 180-2 (27) |
|                      |              | Namibia gewinnt mit 8 Wickets |   |                    |

### Trostrunden-Halbfinale (9. – 12. Platz)
| 25. Januar Scorecard | Lincoln (BSO) | Simbabwe 259-4 (50)             | – | Sri Lanka 260-5 (45.3) |
|                      |               | Sri Lanka gewinnt mit 5 Wickets |   |                        |

| 26. Januar Scorecard | Lincoln (BSO) | West Indies 328-8 (50)           | – | Kanada 136 (47.3) |
|                      |               | West Indies gewinnt mit 187 Runs |   |                   |

### Spiel um den 15. Platz
| 27. Januar Scorecard | Rangiora | Kenia 176 (50)            | – | Papua-Neuguinea 162 (48.3) |
|                      |          | Kenia gewinnt mit 14 Runs |   |                            |

Kenia gewann den Münzwurf und entschied sich als Schlagmannschaft zu beginnen. Als Spieler des Spiels wurde Jayant Mepani ausgezeichnet.

### Spiel um den 13. Platz
| 27. Januar Scorecard | Lincoln (LG) | Irland 288-6 (50)           | – | Namibia 186 (39.1) |
|                      |              | Irland gewinnt mit 102 Runs |   |                    |

Namibia gewann den Münzwurf und entschied sich als Feldmannschaft zu beginnen. Als Spieler des Spiels wurde Harry Textor ausgezeichnet.

### Spiel um den 11. Platz
| 28. Januar Scorecard | Rangiora | Simbabwe 272-8 (50)           | – | Kanada 134 (37.5) |
|                      |          | Simbabwe gewinnt mit 138 Runs |   |                   |

Simbabwe gewann den Münzwurf und entschied sich als Schlagmannschaft zu beginnen. Als Spieler des Spiels wurde Wesley Madhevere ausgezeichnet.

### Trostrunden-Finale
| 28. Januar Scorecard | Lincoln (BSO) | West Indies 254-5 (50)          | – | Sri Lanka 255-7 (49.4) |
|                      |               | Sri Lanka gewinnt mit 3 Wickets |   |                        |

Sri Lanka gewann den Münzwurf und entschied sich als Feldmannschaft zu beginnen. Als Spieler des Spiels wurde Hasitha Boyagoda ausgezeichnet.

## Abschlussrangliste
| Pl. | Team            |
| --- | --------------- |
| 1   | Indien          |
| 2   | Australien      |
| 3   | Pakistan        |
| 4   | Afghanistan     |
| 5   | Südafrika       |
| 6   | Bangladesch     |
| 7   | England         |
| 8   | Neuseeland      |
| 9   | Sri Lanka       |
| 10  | West Indies     |
| 11  | Simbabwe        |
| 12  | Kanada          |
| 13  | Irland          |
| 14  | Namibia         |
| 15  | Kenia           |
| 16  | Papua-Neuguinea |